# Verena von Strenge
Verena von Strenge (27 de julho de 1975) é uma cantora alemã.
De 1995 a 2000 foi, com uma pausa entre 1997 e 1998, vocal da banda alemã Dune. Durante a pausa e após desligar-se do grupo, foi cantora solo. 

## Discografia

### Singles
- 1997 Finally Alone (Urban/Universal)
- 1998 Heartbeat (Urban/Universal)
- 1998 Part Of Your World (Urban/Universal)
- 1998 Sky (Follow Me) (nicht veröffentlicht)
- 2002 Rain & Tears (Club Tools/Edel Records)
- 2007 Angels (Moon Dust feat. Verena; Columbia/Sony BMG)